# Карл фон Егмонт
Карл фон Егмонт (на немски: Karl von Egmond; на нидерландски: Karel van Egmont, Karel van Gelre; * 9 ноември 1467, Граве, Нидерландия; † 30 юни 1538, Арнем, Нидерландия) от Дом Егмонт, е херцог на Гелдерн и граф на Цутфен (1492 – 1538).

## Биография
Той е син на херцог Адолф фон Егмонт (1438 – 1477) и съпругата му Катерина Бурбонска (1440 – 1469), дъщеря на херцог Шарл I дьо Бурбон и Агнес Бургундска.
Шарл Дръзки пленява баща му в битката при Бетюн и завладява Херцогството Гелдерн. Карл е възпитаван в Гент и остава в двора на херцогиня Мария Бургундска и на ерцхерцог Максимилиан, по-късният император. Карл придружава окупатора на наследствената му земя във войната против Франция. През юли 1487 г. той е пленен в битка и е след австрийския плен е в плен на французите.
През 1492 г. Карл се връща от пленството в своята страна. След това той води почти непрекъснато война с австрийците, с Максимилиан и неговия син Филип I Красивия. През 1494 г. му се вземат правата за Гелдерн.
Понеже няма мъжки наследник Карл е задължен на 3 октомври 1528 г. да обяви за свой наследник фамилията Клеве.
Карл умира на 30 юни 1538 г. на 70 години в Арнем, Нидерландия. Херцог на Гелден става Вилхелм фон Юлих-Клеве-Берг.

## Фамилия
Карл фон Егмонт се жени на 5 февруари 1519 г. в Целе за херцогиня Елизабет фон Брауншвайг-Люнебург (1494 – 1572), дъщеря на херцог Хайнрих I фон Брауншвайг-Люнебург (1468 – 1532) и първата му съпруга Маргарета Саксонска (1469 – 1528). Те нямат деца, но той има множество извънбрачни деца.